# Tesla (groupe)
Pour les articles homonymes, voir Tesla.
Tesla est un groupe de hard rock américain, originaire de Sacramento, en Californie. Formé en 1984, le groupe compte neuf albums, le dernier étant Shock (2019) ainsi qu’un double disque de reprises, Real to Reel, et un bon nombre de compilations et de live.

## Biographie

### Débuts (1984–1996)
Le nom du groupe est initialement City Kidd, mais il est changé pendant l’enregistrement du premier album (sur conseil de leur manager) en Tesla en hommage à l'ingénieur et inventeur serbe Nikola Tesla (1856-1943). La formation originelle du groupe était Jeff Keith à la voix, Frank Hannon et Tommy Skeoch à la guitare, Brian Wheat à la basse, et Troy Luccketta à la batterie. 
Le groupe reprend les thèmes du hard rock, en particulier des années 1980 au début de sa carrière. À ses débuts, Tesla tourne avec David Lee Roth, Alice Cooper, Def Leppard, et Poison ce qui les mène à être catégorisé de glam metal. Les membres refuseront toujours d'être considérés comme tels,.
La populaire reprise en 1990 de Signs par Tesla, composé par Five Man Electrical Band (qui a inspiré l’album tout entier de Tesla, Five Man Acoustical Jam), est probablement le plus ordinaire des tubes de Tesla. Cependant, de nombreux fans se souviendront de bien d’autres hits tels que Gettin’ Better, Modern Day Cowboy, Little Suzi, Edison’s Medicine et Love Song.

### Du retour àReal to Reel(2000–2007)
Après une pause de six ans, les Sacramento Bee rapportent le retour du groupe en 2000 grâce à la personnalité radio locale Pat Martin de KRXQ. En 2002, ils jouent au Rock Never Stops Tour avec des groupes de rock des années 1980. En 2004, ils publient leur cinquième album, Into the Now, qui débute à la 30e place du Billboard.
À l'été 2006, le groupe embarque à la tournée Electric Summer Jam Tour sans son guitariste Tommy Skeoch. Skeoch quitte le groupe indéfiniment pour se consacrer à sa famille, et, comme il le révèle plus tard au The Classic Metal Show, d'autres raisons ; en particulier ses problèmes avec la drogue,. Scott Johnson du groupe de Sacramento Rogue, le remplace à la tournée. Finalement, Dave Rude remplace Skeoch de manière permanente.

### Forever MoreetTwisted Wires(2008–2012)
En juin et juillet 2008, Tesla joue quelques concerts en Europe et aux USA, dont le Sweden Rock Festival, Graspop Metal Meeting et le Rocklahoma. Le 15 juillet 2008, Tesla- Comin' Atcha Live! 2008 est publié comme album live enregistré le 22 février 2008 au Myth Nightclub de Maplewood, dans le Minnesota.
Le 11 août 2008, Leur prochain album, Forever More, est annoncé pour le 7 octobre la même année, sur leur propre label, Tesla Electric Company Recordings. L'album est produit par Terry Thomas (Bust a Nut). Le groupe sort son premier single, I Wanna Live diffusé à la radio locale.
Le 12 juillet 2011, ils publient un album presque intégralement acoustique, Twisted Wires and the Acoustic Sessions

### Simplicityet huitième album (depuis 2013)
En juin 2013, Tesla publie un nouveau single, Taste My Pain, sur iTunes. Ils publient leur nouvel album Simplicity le 6 juin 2014. 
En 2016, le groupe joue avec Def Leppard et REO Speedwagon. Le 26 août 2016, Tesla sort Mechanical Resonance Live pour célébrer le trentième anniversaire de leur album. Au début de 2017, Tesla annonce un nouvel album, qui sera produit par Phil Collen et annoncé pour 2018.

## Style musical
Le style musical de Tesla s’accordait bien avec le son explosif des groupes de glam metal des années 1980, mais leur son était plus bluesy et les paroles traitaient d'autres sujets que les filles, l’alcool et la violence. Ce qui les différenciait encore plus de leur contemporains du glam metal était leurs T-shirt et leurs jeans en contraste avec l’époque qui prônait les vêtements de cuir et le maquillage.

## Discographie

### Albums studio
- 1986 : Mechanical Resonance
- 1989 : The Great Radio Controversy
- 1991 : Psychotic Supper
- 1994 : Bust a Nut
- 2004 : Into the Now
- 2007 : Real to Reel
- 2008 : Forever More
- 2014 : Simplicity
- 2019 : Shock

### EP
- 2007 : A Peace of Time (EP)

### Compilations et albums live
- 1990 : Five Man Acoustical Jam
- 1995 : Time's Makin' Changes: The Best of Tesla
- 2001 : RePlugged Live
- 2010 : Alive in Europe!
- 2011 : Twisted Wires and the Acoustic Sessions...
- 2016 : Mechanical Resonance Live!
- 2020 : Five Man London Jam (Live At Abbey Road Studios, 6/12/19)